# Viktor Tornérhjelm
Erik Gustav Viktor Tornérhjelm, född 20 juni 1920 i Helsingborgs Maria församling i Malmöhus län, död 11 april 1980 i Karlskrona stadsförsamling i Blekinge län, var en svensk militär.

## Biografi
Viktor Tornérhjelm avlade studentexamen i Sigtuna 1940, varefter han samma år antogs som officersaspirant. Han deltog i sjöexpedition med pansarskeppet Oscar II 1940–1941, antogs som sjökadett 1941 och deltog i sjöexpeditioner med torpedkryssaren Jacob Bagge och pansarskeppet Oscar II (två gånger) 1941. Han avlade sjöofficersexamen vid Sjökrigsskolan 1943 och utnämndes samma år till fänrik i flottan, varefter han tjänstgjorde vid Karlskrona örlogsstation 1944–1945, befordrades till löjtnant 1945, gick artilleriutbildning 1945–1946, var verksam vid Flottans sjömansskola 1948–1949, gick Allmänna kursen vid Sjökrigshögskolan 1949–1950, var kadettofficer vid Sjökrigsskolan 1950 och 1951–1955 samt befordrades till kapten 1952. Han befordrades till kommendörkapten av andra graden 1962, var chef för Utbildningsavdelningen vid Karlskrona örlogsskolor 1964–1973, befordrades till kommendörkapten av första graden 1965, befordrades till kommendör 1973 och var chef för Karlskrona örlogsskolor 1973–1980.
Viktor Tornérhjelm invaldes som ledamot av Kungliga Örlogsmannasällskapet 1965.
Viktor Tornérhjelm var son till godsägaren Erik Tornérhjelm och Ellen Valentiner-Branth. Han  gifte sig 1951 med Barbro Neumüller (1924–1989) och är begravd på Norra Vrams kyrkogård.

### Utmärkelser
- Riddare av första klassen av Svärdsorden, 1962.[8]